# Antonio Ligabue, pittore
Antonio Ligabue, pittore è un documentario del 1965 diretto da Raffaele Andreassi e basato sulla vita del pittore italiano Antonio Ligabue.

## Trama
Il documentario si concentra sulla vita del pittore nell'anno della sua morte e i motivi che lo portarono alla notorietà.

## Produzione
Il cortometraggio, prodotto da Carlo Ponti per la Compagnia Cinematografica Champion, fu realizzato dopo la morte del pittore e nel 1966 fu premiato dal Sindacato nazionale giornalisti cinematografici italiani con un nastro d'argento.
Raffaele Andreassi aveva già incontrato Ligabue nel 1961 mentre si trovava nella bassa reggiana per realizzare un documentario sull'ambiente e la vita intorno al Po. In quell'occasione girò il documentario di sedici minuti Lo specchio, la tigre e la pianura,. Le riprese di Antonio Ligabue, pittore sono iniziate nel 1962.

## Distribuzione
Il materiale girato da Andreassi fu in seguito utilizzato anche per il documentario di quattordici minuti Il vero naif della RAI, andato in onda il 13 dicembre 1977, e per il lungometraggio di centottanta minuti I lupi dentro del 2000, dello stesso autore.
Nel 2007 è stato inserito e trasmesso al Bellaria Film Festival in un omaggio al regista Andreassi. Inoltre, è stato riproposto anche dal canale Rai Storia.

## Citazioni
(Andreassi)